# Keokuk
Keokuk [kiːəkʌk] ist eine Kleinstadt und neben Fort Madison einer von zwei Verwaltungssitzen des Lee County im Südosten des US-amerikanischen Bundesstaates Iowa. Das U.S. Census Bureau hat bei der Volkszählung 2020 eine Einwohnerzahl von 9.990 ermittelt.
Die Stadt liegt an der Mündung des Des Moines River in den Mississippi River an der Schnittstelle der drei Bundesstaaten Iowa, Missouri und Illinois.
Der Name der Stadt geht auf den Häuptling Keokuk vom Stamme der Sauk zurück, dessen Grab sich im Rand Park am Nordrand des Stadtzentrums befindet.

## Geografie
Keokuk liegt auf 40°24'09" nördlicher Breite und 91°23'40" westlicher Länge. Die Stadt erstreckt sich über eine Fläche von 27,4 km², die sich auf 23,7 km² Land- und 3,7 km² Wasserfläche verteilen.
Keokuk liegt an der Mündung des die Grenze zum Bundesstaat Missouri bildenden Des Moines River in den Mississippi River. Dieser bildet die Grenze zu Illinois. Am Zusammenfluss beider Flüsse befindet sich mit 146,3 m der Punkt mit der niedrigsten Meeresspiegelhöhe in Iowa.
In Keokuk treffen die U.S. Highways 61, 136 und 218 aufeinander. Die Highways 61 und 136 führen in südwestlicher Richtung gemeinsam über eine Brücke über den Des Moines River in das 8,4 km entfernte Alexandria in Missouri. Der Highway 136 führt in westlicher Richtung über die 1985 eröffnete Keokuk–Hamilton Bridge (davor über die benachbarte Keokuk Municipal Bridge) über den Mississippi in das 4,7 km entfernte Zentrum des gegenüber liegenden Hamilton in Illinois. Nach Norden sind es 34 km über die Highways 61 und 218 bis Fort Madison.
Die nächstgelegenen größeren Städte sind Davenport 191 km stromaufwärts in nordnordöstlicher Richtung, Des Moines 288 km nach Nordwesten und St. Louis 291 km stromabwärts in südöstlicher Richtung.

## Geschichte
Keokuk lag im Zentrum der Stromschnellen am Mississippi und war deshalb für die Navigation auf dem Fluss von Bedeutung. Eine der frühesten Beschreibungen von Keokuk stammt von Caleb Atwater aus dem Jahre 1829:

“The village is a small one containing twenty families perhaps. The American Fur Company have a store here and there is a tavern. Many Indians were fishing and their lights on the rapids in a dark night were darting about appearing and disappearing like so many fire flies; the constant roaring of the waters, on the rapids the occasional Indian yell, the lights of their fires on the shore, and the boisterous mirth of the people at the doggery attracted my attention occasionally while we were lying here. Fish were caught here in abundance.”

„Der Ort ist sehr klein, vielleicht 20 Familien wohnen darin. Die Amerikanische Pelzhandelsgesellschaft hat hier eine Niederlassung und es gibt eine Kneipe. Viele Indianer fischten im Fluss und ihre Lichter an den Stromschnellen erinnerten in einer dunklen Nacht durch ihr ständiges Erscheinen und Verschwinden an Glühwürmchen; das gleichmäßige Rauschen des Wassers, die gelegentlichen Rufe der Indianer, das Licht ihrer Feuer am Ufer und die ausgelassene Fröhlichkeit der Menschen … fesselten zuweilen meine Aufmerksamkeit, solange wir hier lagen. Hier wurde Fisch im Überfluss gefangen.“

Vor Verfolgung aus Missouri geflohene Mormonen siedelten sich im Jahre 1839 in Keokuk an. Ihre Gemeinde war ein Ableger der Kirche Jesu Christi der Heiligen der Letzten Tage im damaligen Zentrum Nauvoo in Illinois. Die meisten Mitglieder dieser Religionsgemeinschaft zogen 1846 nach Westen. 1853 gedachten die mormonischen Pioniere des Zuges nach Westen mit einem Zug von 2000 Menschen durch die Stadt Keokuk.
Keokuk war lange die Heimat von Orion Clemens, dem Bruder des als Mark Twain bekannten Samuel Clemens. Dessen Besuche bei seinem Bruder inspirierten ihn zu den Beschreibungen von Keokuk und des südöstlichen Iowa in seinem Buch Leben auf dem Mississippi.
Im Jahre 1850 hatte Keokuk 2.475 Einwohner, 1930 waren es schon 15.106.
1875 gehörten die Keokuk Westerns zu den Gründungsmitgliedern der National Association und damit der ersten Profiliga im Baseball.

## Demografische Daten
Beim United States Census 2000 wurde eine Einwohnerzahl von 11.427 ermittelt. Diese verteilten sich auf 4.773 Haushalte in 3.021 Familien. Die Bevölkerungsdichte lag bei 481,7/km². Es gab 5.327 Gebäude, was einer Bebauungsdichte von 224,5/km² entspricht.
Die Bevölkerung bestand im Jahre 2000 aus 92,87 % Weißen, 3,90 % Afroamerikanern, 0,27 % Indianern, 0,52 % Asiaten und 0,46 % anderen. 1,99 % gaben an, von mindestens zwei dieser Gruppen abzustammen. 1,09 % der Bevölkerung bestand aus Hispanics, die verschiedenen der genannten Gruppen angehörten.
25,4 % waren unter 18 Jahren, 8,6 % zwischen 18 und 24, 25,5 % von 25 bis 44, 22,9 % von 45 bis 64 und 17,8 % 65 und älter. Das durchschnittliche Alter lag bei 38 Jahren. Auf 100 Frauen kamen statistisch 88,4 Männer, bei den über 18-Jährigen 83,9.
Das durchschnittliche Einkommen pro Haushalt betrug $31.586, das durchschnittliche Familieneinkommen 39.574 $. Das Einkommen der Männer lag durchschnittlich bei 31.213 $, das der Frauen bei 21.420 $. Das Pro-Kopf-Einkommen belief sich auf 17.144 $. Rund 8,1 % der Familien und 11,9 % der Gesamtbevölkerung lagen mit ihrem Einkommen unter der Armutsgrenze.

## Sehenswürdigkeiten

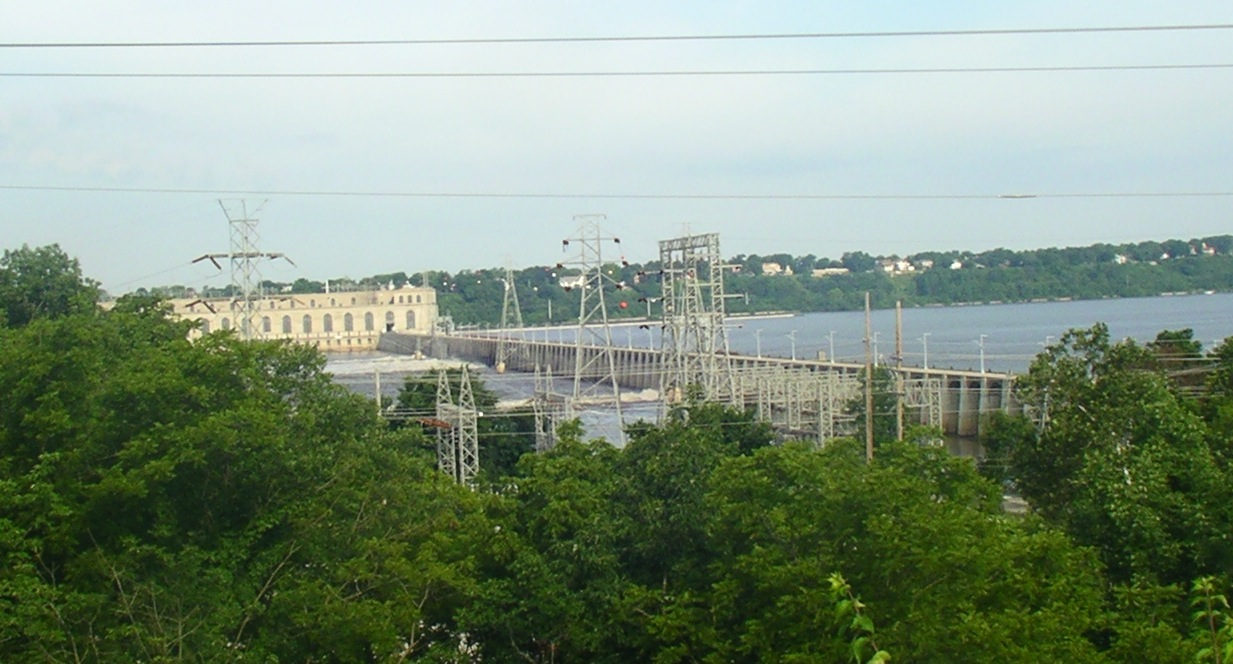
Staustufe und Kraftwerk in Keokuk

In Keokuk befindet sich mit dem Lock and Dam No. 19 die 19. Staustufe (Dam) zur Regulierung des Wasserstandes des Mississippi mitsamt der dazugehörigen Schleuse (Lock) für die Schifffahrt. Durch ein 1913 errichtetes Laufwasserkraftwerk wird Strom gewonnen. Zur Zeit seiner Errichtung war dieses das weltgrößte Kraftwerk mit einem einzigen Generator. Auch heute noch ist ein Großteil der technischen Ausrüstung noch im Originalzustand erhalten.
Die alte 1913 errichtete Schleuse wurde im Jahre 1957 durch eine größere ersetzt.
Das Grand Theatre wurde auf den Fundamenten des 1923 abgebrannten Opernhauses errichtet. Heute gehört es der Stadt Keokuk und wird auch noch als Spielstätte genutzt. Hier haben in der Vergangenheit bedeutsame Künstler wie John Philip Sousa und Maynard Ferguson gewirkt.
Das im Wasserwerk von Keokuk produzierte Trinkwasser wurde vom Iowa Water Council als Wohlschmeckendstes Trinkwasser in Iowa ausgezeichnet.
Die Stadt beherbergt den Keokuk National Cemetery, das Keokuk Veteran's Memorial das Miller House Museum, das George M. Verity River Museum.

## Söhne und Töchter der Stadt
- Hugh R. Belknap (1860–1901), Politiker, Vertreter von Illinois im US-Repräsentantenhaus
- Frank Steunenberg (1861–1905), Politiker, Gouverneur von Idaho
- Elsa Maxwell (1883–1963), Journalistin
- Grace Medes (1886–1967), Biochemikerin
- Conrad Nagel (1897–1970), Filmschauspieler
- John N. Irwin II (1913–2000), Politiker und Diplomat, US-Vizeaußenminister
- Edward J. McManus (1920–2017), Politiker und Jurist,  Vizegouverneur von Iowa und Bundesrichter
- Dick Hutcherson (1931–2005), Autorennfahrer und Unternehmer
- Richard Page (* 1953), Musiker (Sänger und Bassist bei Mr. Mister)
- Jeremy Soule (* 1975), Komponist